# الرابطة الدولية لمشرفي التأمين
الرابطة الدولية لمشرفي التأمين (IAIS) هي منظمة تطوعية ترتكز على أساس المعايير وتتكون من مشرفي ومنظمي التأمين من أكثر من 190 ولاية قضائية في أكثر من 140 دولة. تأسست عام 1994، وهي تسعى إلى «الإشراف على صناعة التأمين من أجل تطوير وصيانة أسواق تأمين عادلة وآمنة ومستقرة». بالإضافة إلى أعضائها، يشارك ما يقرب من 135 مراقبًا يمثلون المؤسسات الدولية والجمعيات المهنية وشركات التأمين وإعادة التأمين، بالإضافة إلى الاستشاريين وغيرهم من المهنيين في أنشطة الرابطة.

## أنشطة
يمكن تقسيم الأنشطة المضطلع بها لتعزيز مهمتها إلى ثلاث فئات:
1. وضع المعايير: يقوم بتطوير المواد الإشرافية (المبادئ والمعايير والإرشادات) للإشراف الفعال على الأنشطة المتعلقة بالتأمين. يعد IAIS أيضًا الأوراق الداعمة التي توفر خلفية عن مجالات محددة تهم مشرفي التأمين.
2. التنفيذ: يشجع بنشاط تطبيق المواد الإشرافية الخاصة به. العمل عن كثب مع المنظمات الدولية والمجموعات الإقليمية والمشرفين، وهو يدعم الندوات والمؤتمرات التدريبية ويتناول الإدماج المالي. بالإضافة إلى ذلك، يُجري تقييمات ومراجعات نظراء لمراقبة المواد الإشرافية، بما يتوافق مع برنامج تقييم القطاع المالي (FSAP) الذي أجراه صندوق النقد الدولي والبنك الدولي.
3. الاستقرار المالي: يلعب دورًا رئيسيًا في قضايا الاستقرار المالي، بما في ذلك تطوير منهجية لتحديد أي شركات تأمين عالمية هامة (G-SIIs).[2]

## روابط خارجية
- موقع IAIS